# Церовски Врх
Церовски Врх је насељено место у саставу Града Велике Горице, у Туропољу, Хрватска.

## Становништво
| Националност       | 1991.       |
| Хрвати             | 77 (95,06%) |
| Срби               | 2 (2,46%)   |
| Југословени        | 2 (2,46%)   |
| остали и непознато | 0           |
| Укупно             | 81          |